# Кузнецов, Владимир Владимирович
Влади́мир Влади́мирович Кузнецо́в (род. 30 июня 1937) — советский ватерполист, бронзовый призёр Олимпийских игр. Сын  В. А. Кузнецова, заслуженного мастера спорта СССР, заслуженного тренера СССР (водное поло), старший брат Н. В. Кузнецовой.
На Олимпийских играх 1964 года в составе сборной СССР выиграл бронзовую медаль. На турнире Кузнецов провёл 6 матчей и забил 2 гола.